# Pedro Otiniano
Pedro Otiniano Chiesa (Lima, 27 de marzo de 1937 - ibíd., 2 de agosto de 2012) fue un músico de boleros peruano. Era conocido en el ambiente artístico como "Pedrito Otiniano".

## Biografía
Pedrito Otiniano, llamado “El ruiseñor del amor”, nació en Lima en 1937. El 31 de agosto de 1946, a los nueve años de edad debutó en Radio Mundial cantando el vals "Fatalidad" de Laureano Martínez Smart, y a los 19 años, ganó un festival en radio Excelsior, y allí empieza su largo peregrinaje hasta su cambio al "Bolero Cantinero".
Es conocida su vida artística primaria en los caminos del criollismo y del que, a pesar de los triunfos con el bolero, jamás se apartó y siguió practicando en su vida bohemia con gran altura. Por la década del 50, en el "Club Unión" de la Plaza del mismo nombre, solía demostrar su arte de cantor criollo. Actuó en Radio Victoria, conformando "El Trío Continental" con Alberto Urquizo La Negra y una primera guitarra.
En 1960 y por solo unos meses, fue integrante del trío Los Troveros Criollos. En ese cortísimo tiempo Los Troveros Criollos ganaron con él de primera voz, el Primer Festival Cristal de la Canción Criolla con su interpretación del vals Rosa Té. Lamentablemente, por decisión del entonces director de la empresa disquera Iempsa, Oscar Avilés, donde Pedro Otiniano trabajaba, él nunca pudo grabar esta versión. Los Troveros Criollos eran artistas exclusivos de la disquera Sono Radio.
Actuó también en Radio Victoria, conformando "El Trío Continental" con Alberto Urquizo La Negra y una primera guitarra. Fue precisamente en un homenaje a los ídolos del pueblo, "Los Embajadores Criollos". Fue allí donde Lucho Barrios no pudo cantar el vals que había ensayado por divergencias con el animador y al poco tiempo triunfaría en el mundo del bolero. Por la misma época, Pedrito Otiniano, tentado por aquellos éxitos, acepta una propuesta para grabar y empezaría su gran historia romántica. Llevó su voz al disco con más de 600 boleros y hasta llegó a cantar en portugués y japonés. Para Lucho Vélez, gran relator deportivo, Pedrito Otiniano en el Perú, era el Agustín Magaldi del cancionero argentino. Su versión de tangos como "Consejo de Oro" en su estilo, nos hicieron comprender su comparación. Gran fama adquirirían "Ay Cariño", "Cinco Centavitos", "Que te vaya bien" y todo ese extenso repertorio que el público disfruta con gran admiración.
Luego de permanecer durante más de cuatro meses internado en el Hospital Guillermo Almenara Irigoyen, falleció en la mañana del 2 de agosto del 2012, por una falla multiorgánica

## Canciones
- “Cinco centavitos”
- “Ay cariño“
- “Tres amores“
- "Kio"
- "Pescadorita"
- "Toda una vida"
- "Fuiste mala conmigo"
- "Temor"
- "Vida de mi vida"
- "Que te vaya bien"
- "Consejo de oro"
- "Mil amores"
- "Pintor"
- "Doce campanadas"
- "Llorar eterno"
- "Esta noche"
- "Cierra los ojos"
- "Gotitas de dolor"
- "Bonita igual que las flores"
- "El fruto de nuestro amor"
- "Hechizo de amor"